# Маурагис, Лукас
Лукас Маурагис (англ. Lucas Mauragis; род. 4 сентября 2001, Канберра) — австралийский футболист, защитник клуба «Сентрал Кост Маринерс».

## Клубная карьера
Маурагис — воспитанник клубов «Меринбула Грассхопперс», «Таггеранонг Юнайтед» и «Канберра Юнайтед». В 2018 году игрок подписал контракт с «Белконнен Юанйтед», а через года присоединился к «Канберре». В 2020 году Маурагис перешёл в «Ньюкасл Юнайтед Джетс». 24 июля в матче против «Сентрал Кост Маринерс» он дебютировал в A-Лиге. 1 июня 2021 года в поединке против «Сентрал Кост Маринерс» Лукас забил свой первый гол за «Ньюкасл Юнайтед Джетс». В 2022 году Маурагис на правах аренды перешёл в новозеландский «Веллингтон Феникс». 9 октября в матче против «Аделаида Юнайтед» он дебютировал за новую команду. По окончании аренды игрок вернулся в «Ньюкасл Юнайтед Джетс». 
Летом 2024 года Маурагис перешёл в «Сентрал Кост Маринерс». 

## Международная карьера
В 2024 году Маурагис в составе олимпийской сборной Австралии принял участие в молодёжном чемпионате Азии в Катаре. На турнире он сыграл в матче против команды Индонезии.